# Léon Brillouin
Leon Brillouin (Sèvres, 7 agosto 1899 – New York, 1969) è stato un fisico francese scopritore dell'omonimo effetto o scattering, caratteristico delle fibre ottiche.
Figlio di Marcel Brillouin e Charlotte Mascart, fu professore alla Sorbona nel 1928 e al Collège de France dal 1932 al 1949. 
Durante la Seconda guerra mondiale si trasferisce negli Stati Uniti ed insegna all'Università del Wisconsin (1941) e ad Harvard (1946).
Direttore dell'IBM, nel 1949 diviene cittadino statunitense e nel 1953 viene eletto membro dell'Accademia Nazionale delle Scienze. Dal 1953 fino alla sua morte è stato professore alla Columbia University di New York.

## Microscopia Brillouin
L'effetto scoperto dal fisico è stato applicato alla microscopia soltanto nel 2010. Nel 2025 33 istituti di ricerca internazionali hanno definito i requisiti di specifica della microscopia trilorina che permette di osservare le cellule in vivo e di misurarne elasticità, rigidità e viscosità.

## Pubblicazioni
- La théorie des quanta et l'atome de Bohr. 1923.
- Les statistiques quantiques et leurs applications. 1930.
- Cours de Physique Théorique: les tenseurs en mécanique et en électricité. 1937.
- Wave Propagation in Periodic Structures. 1946.
- Science and Information Theory. 1956.
- Wave Propagation and Group Velocity. 1960.
- A la croisée des ondes. 1999.